# Andrew Murray Dale
Andrew Murray Dale († 1. Mai 1919 in Mumbwa, Nordrhodesien) war ein britischer Kolonialbeamter und Ethnologe. Er kam 1904 zu den Ila in den Diensten der Britischen Südafrika-Gesellschaft (British South Africa Company) und hatte den Rang eines Captain im Britischen Heer.
Dale hatte in den Matabele- und Betschuanaland-Feldzügen und im Burenkrieg gedient, er war drei Jahre lang (1902–1904) Assistant Native Commissioner des Wankie-Distrikts in Südrhodesien, kannte die Sprache der Tebele und war auch zu den Tonga am Nordufer des Sambesi gereist.
Dale ist in erster Linie als Coautor von Edwin William Smith in dem Werk über die ilasprachigen Bewohner von Nordrhodesien bekannt, das nach seinem Tod erschien.

## Zitat
“Happy Britain to have such sons as he to represent her among the backward races!”

## Veröffentlichungen
- mit Edwin W. Smith: The Ila-Speaking Peoples of Northern Rhodesia. 2 Bände. London 1920 (Digitalisat: I, II); Reprint: University Books, New Hyde Park (NY) 1968